# Stempelloven
Stempelloven (eng. The Stamp Act) var en britisk lov, der pålagde en stempelafgift i de britiske kolonier i Nordamerika. Loven pålagde en stempelafgift på retsdokumenter, toldpapirer, testamenter, kontrakter, aviser, pamfletter osv. Selv spillekort blev pålagt en afgift. 
Loven blev vedtaget af parlamentet den 22. marts 1765. Den nye afgift skulle bruges til at udbygge den amerikanske frontlinje(kolonisering).
Vedtagelsen af stempelloven anses som en af grundene til, at en bevægelse som Teselskabet i Boston gjorde oprør imod det engelske styre.